# Quítxua de les terres baixes del Perú
El quítxua de les terres baixes del Perú o quítxua Chachapoyas-Lamas, és una varietat del quítxua parlada a les terres baixes del nord del Perú. Les dues varietats principals són,
- Quítxua lamista o quítxua San Martín (Lamista, Llakwash Runashimi), parlat a la província de Lamas a la regió de San Martín i en alguns pobles del riu Huallaga a la regió d'Ucayali per unes 15.000 persones
- Quítxua de Chachapoyas o quítxua de l'Amazonas, parlat a la província de Chachapoyas i a la província de Luya a la regió de l'Amazones per unes 7.000 persones
- El Kichwa, Pastaza meridional, o Inga, parlat a la província de Datem del Marañón a la regió de Loreto al llarg dels rius Huasaga, Manchari i Pastaza per aproximadament 3.500 persones.

Pocs nens aprenen el quítxua de Chachapoyas. Es diu que el districte de Conila és l’últim poble on els nens són capaços de parlar-lo.
El quítxua de les terres baixes del Perú és força similar en la pronunciació del kichwa de l'Equador. Tot i això, no s’ha simplificat gramaticalment (criollitza?) en la mateixa mesura. Per exemple, manté la distinció inclusiva / exclusiva per "nosaltres".